# Caroline von Gomperz-Bettelheim
Dans le nom hongrois Bettelheim-Gomperz Caroline, le nom de famille précède le prénom, mais cet article utilise l’ordre habituel en français Caroline Bettelheim-Gomperz, où le prénom précède le nom.

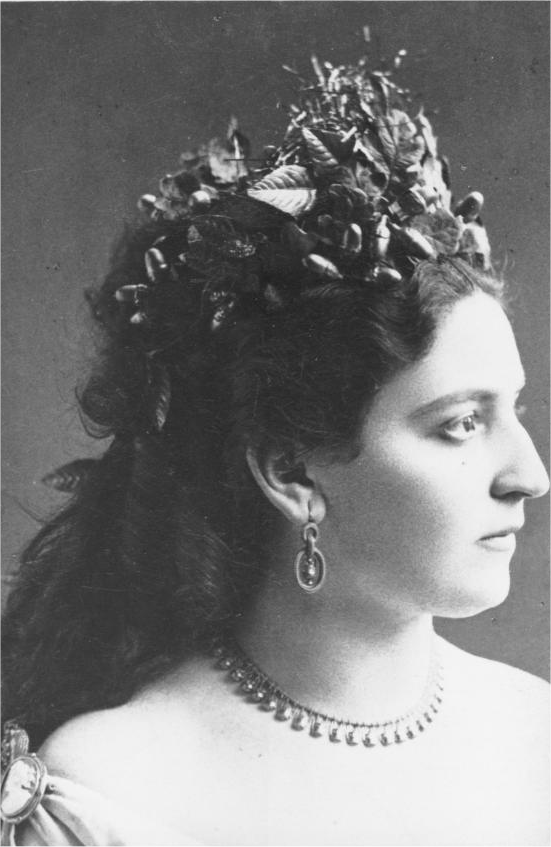
Caroline von Gomperz-Bettelheim

Caroline von Gomperz-Bettelheim, née Karoline Bettelheim le 1er juin 1845 à Pest et décédée le 13 décembre 1925 à Vienne, est une pianiste et chanteuse d'opéra austro-hongroise.

## Biographie
Caroline von Gomperz-Bettelheim est issue d'une famille juive de Hongrie. Son jeune frère est l'auteur, critique littéraire et journaliste Anton Bettelheim.
À sept ans, elle accompagne son professeur de piano à un concert de violon. Son talent incite ses parents à l'instruire. Elle prend des leçons de piano avec Károly Goldmark et de chant avec Moritz Laufer. Elle entame sa carrière de pianiste à 14 ans. À 16, elle est chanteuse alto d'un opéra de Vienne. De 1861 à 1867, elle est membre permanente du Wiener Staatsoper. En 1867, elle épouse Julius von Gomperz, président de la chambre de commerce de Vienne et membre du Reichstag et se retire de la grande scène viennoise. Elle se présente plus tard  sur quelques scènes allemandes plus modestes et est membre de la Croix-Rouge en Moravie.

## Source, notes et références
- (de) Cet article est partiellement ou en totalité issu de l’article de Wikipédia en allemand intitulé « Caroline von Gomperz-Bettelheim » (voir la liste des auteurs).